# Kirsten Hansen-Møller
Kirsten Hansen-Møller, född 9 juli 1942, död 21 juni 2023, var en dansk skådespelare. Hansen-Møller medverkade bland annat i Huset på Christianshavn, Matador och i flera filmer om Olsen-banden. Hon var gift med filmproducenten Bo Christensen.

## Filmografi i urval
- 1967 – Far laver sovsen
- 1968 – Mig og min lillebror og storsmuglerne
- 1968 – Det var en lørdag aften
- 1969 – Olsen-banden på spanden
- 1970–1977 – Huset på Christianshavn (TV-serie)
- 1971 – Ballade på Christianshavn
- 1972 – Manden på Svanegården
- 1975 – Olsen-banden på sporet
- 1976 – Affæren i Mølleby
- 1977 – Olsen-banden deruda'
- 1978 – Olsen-banden går i krig
- 1978–1981 – Matador (TV-serie)
- 1980 – Nästa uppehåll - Paradiset
- 1984 – Midt om natten